# Bowers & Pitsea FC
Bowers & Pitsea FC is een voetbalclub uit Pitsea, Essex, Engeland. De club is lid van de Isthmian League en speelt in het Len Salmon Stadium in Pitsea.

## Geschiedenis
De club werd in 1946 opgericht door Bert Salmon als Bowers United en speelde aanvankelijk in de Thurrock and Thameside Combination. De club won de competitie in 1958-1959, en werd een van de stichtende leden van de Essex Olympian League in 1966, voor over te stappen naar de Essex Senior League in 1974.  In 1980-81 won de club de competitie en in seizoen 1981-82 wonnen ze de League Challenge Cup. In 1991-92 wonnen ze de Harry Fisher Trophy, waarna ze in 1998-99 de competitie en de wisselbeker wonnen.
In 2004 fuseerde Bowers United en Pitsea Football Club en kreeg het hun huidige naam. Pitsea had gespeeld in de Vange & District Sunday League en de Basildon Sunday League en won de league treble in 1994–95 en 1995–96, en de league en cup double in 1996–97. In 2014-15 won de club voor de derde keer de Challenge Cup. In het volgende seizoen wonnen ze de competitie en promoveerden ze naar Division One North van de Isthmian League. Ze bereikten ook de halve finale van de FA Vase, maar verloren met 4-3 over twee wedstrijden van de uiteindelijke winnaar Morpeth Town .
In het seizoen 2017-18 eindigde Bowers & Pitsea als derde in de hernoemde North Division, waardoor ze play-offs mochten spelen. Ze verloren de halve finale met 2-0 van Canvey Island . Het aansluitende seizoen werd de club kampioen van de North Division en promoveerde ze alsnog naar de Premier Division.  In 2021–22 bereikten ze voor het eerst de eerste ronde van de FA Cup. Hier werd verloren met 1–0 tegen League One ploeg Lincoln City. In 2022–23 degradeerde de club naar de Division One North, om het seizoen erop te promoveren via de play-offs.

## Speelgrond
De club speelt in het Len Salmon Stadium in Pitsea, Essex. Het stadion heeft plaats voor 2000 bezoekers, waarvan 200 zitplaatsen.